# Atarba waylehmina
Atarba waylehmina är en tvåvingeart som beskrevs av Günther Theischinger 1994. Atarba waylehmina ingår i släktet Atarba och familjen småharkrankar. Inga underarter finns listade i Catalogue of Life.